# Muzeul Militar Național
Narodowe Muzeum Wojskowe (rum. Muzeul Militar Național) – główne muzeum prezentujące historię wojskowości na ziemiach rumuńskich, od czasów paleolitycznych do współczesnych Rumuńskich Sił Zbrojnych. Podlega Ministerstwu Obrony Narodowej.
Początki kolekcji sięgają Muzeum Artylerii, założonego w 1865 roku, a następnie, od 1914 roku, działu Muzeum Narodowego. Jako samodzielna instytucja muzeum zostało oficjalnie ustanowione przez króla Ferdynanda I 18 grudnia 1923 roku. Po kilkukrotnych przeprowadzkach znalazło swą ostateczną siedzibę w dawnych koszarach 21. Pułku Piechoty „Ilfov” przy ul. Mircea Vulcănescu w Bukareszcie.
Muzeum składa się z czterech budynków ekspozycyjnych. Główny prezentuje historię wojskowości na ziemiach rumuńskich, od paleolitu, przez neolit, epokę brązu, okres tracki i dacki, panowanie rzymskie, średniowieczne i nowożytne księstwa Wołoszczyzny, Mołdawii i Transylwanii aż do zjednoczenia kraju, udziału Rumunii w I i II wojnie światowej, czasy komunistyczne, aż po rewolucję 1989 roku.
Drugi pawilon poświęcony jest historii lotnictwa rumuńskiego, zawiera m.in. kopie samolotów Coandă 1910, Traiana Vui i Aurela Vlaicu oraz myśliwca IAR-80 z II wojny światowej, jedyny zdolny do lotu egzemplarz samolotu szkolnego Fleet Model 10G i współczesny szturmowiec IAR-93. Pawilon nr 3 poświęcony jest umundurowaniu i uzbrojeniu, a pawilon nr 4 zawiera kolekcję powozów i samochodów rodziny królewskiej. Podwórzec zajmuje kolekcja artylerii i wozów bojowych. Muzeum posiada też bibliotekę, zbiory archiwaliów i pracownie konserwatorskie.
Łącznie zbiory muzeum obejmują ponad 1,2 mln eksponatów w 27 kolekcjach, w tym ponad 2100 sztandarów, ponad 9300 odznaczeń, 1600 mundurów obcych armii, ok. 180 dział. Kolekcja obejmuje wiele unikatów np. ciężką haubicę M16 kalibru 420 mm na łożu kolejowym i działo samobieżne TACAM R-2.

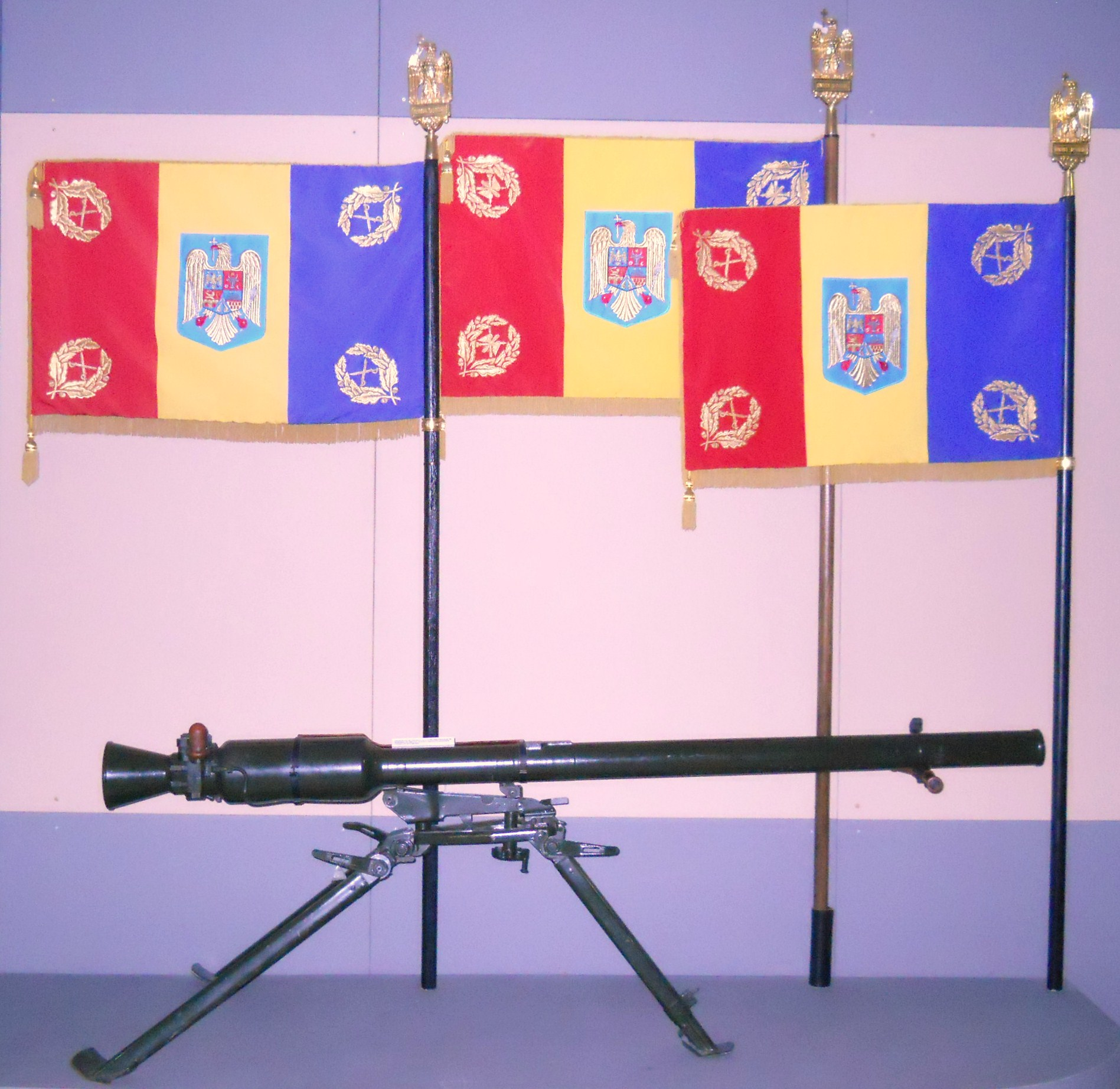
Wojskowe sztandary i działo bezodrzutowe na ekspozycji
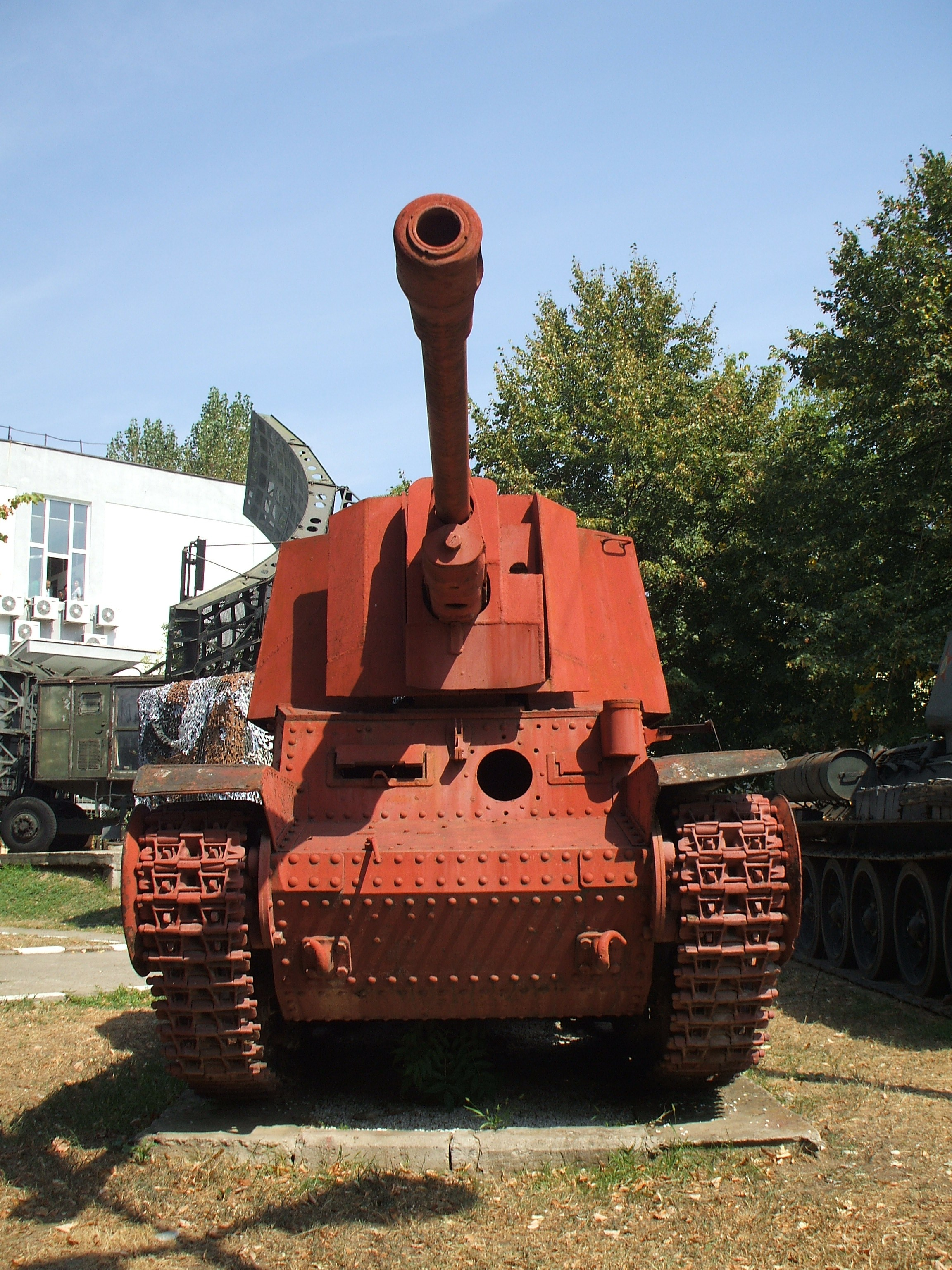
Działo samobieżne TACAM R-2
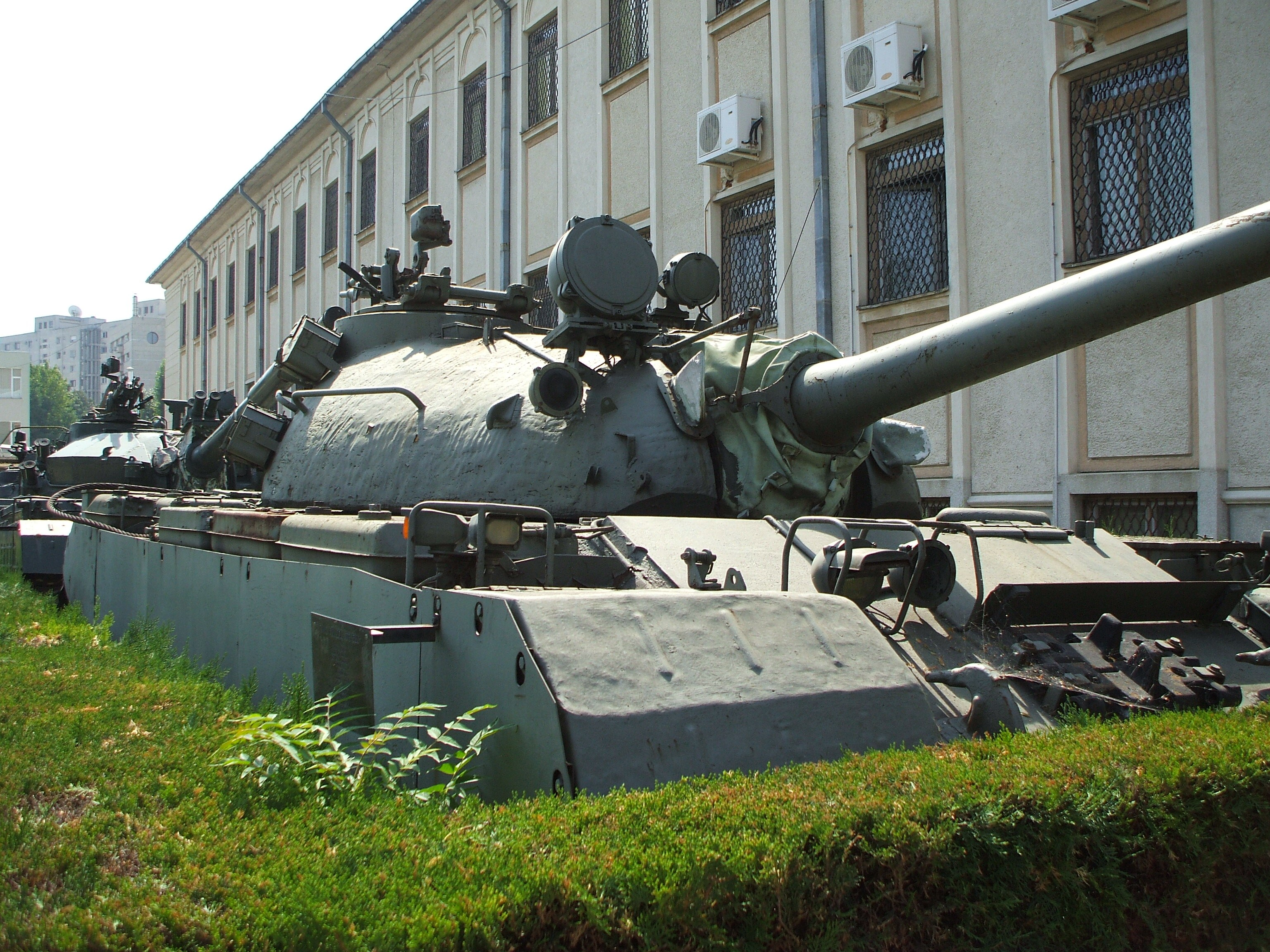
Czołg TR-580
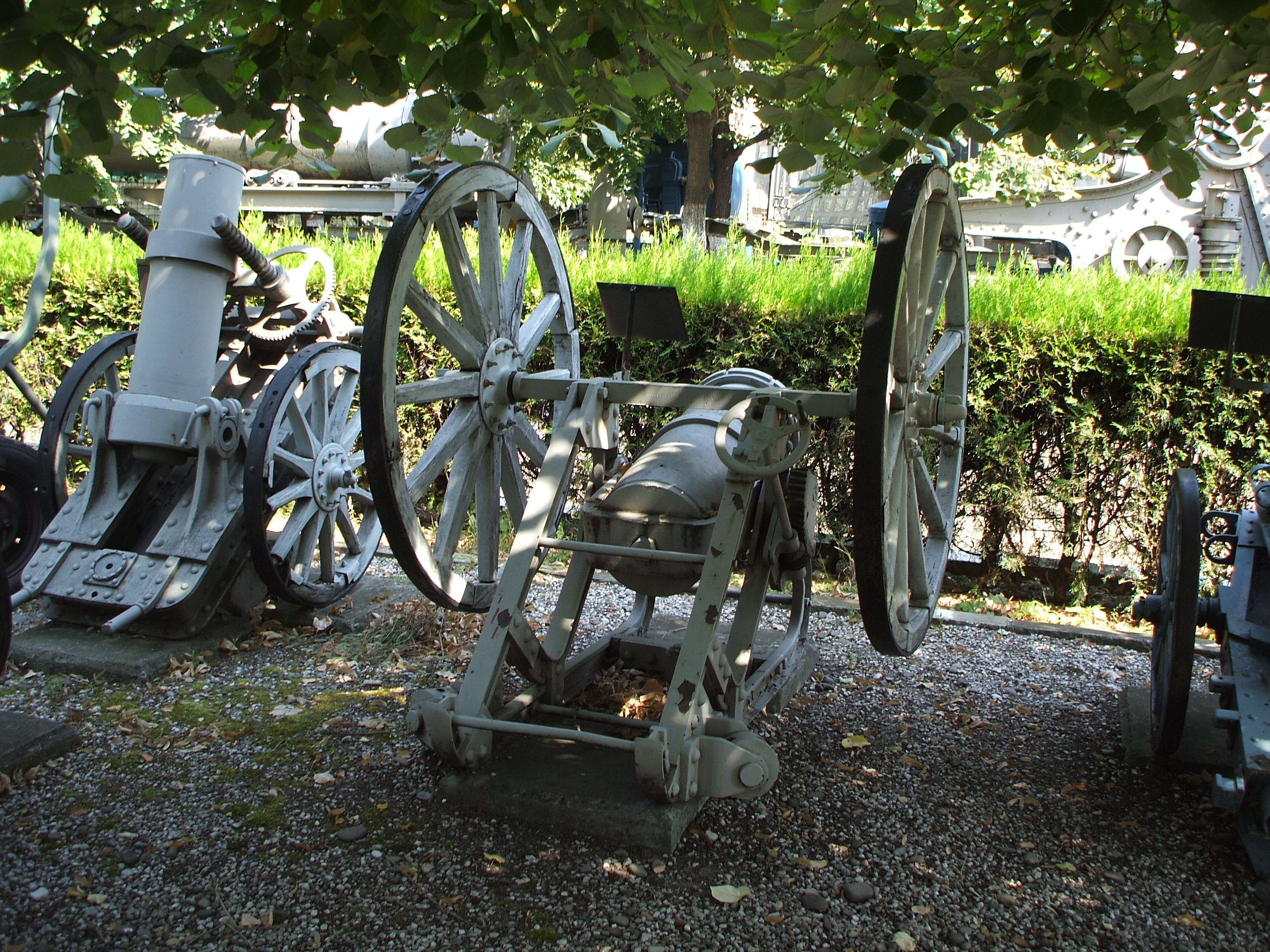
Moździerz 250 mm Negri Model 1916
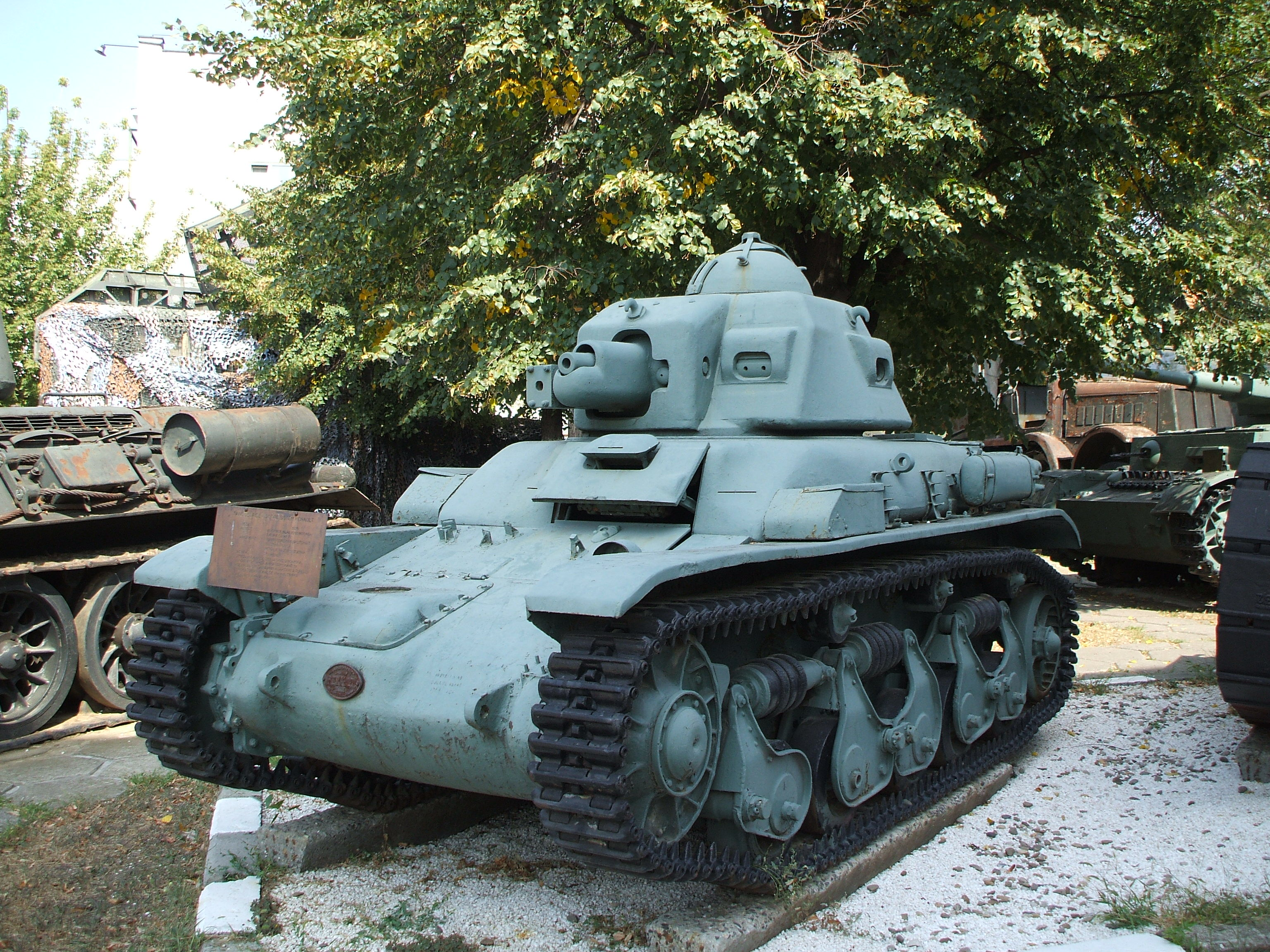
Czołg Renault R-35
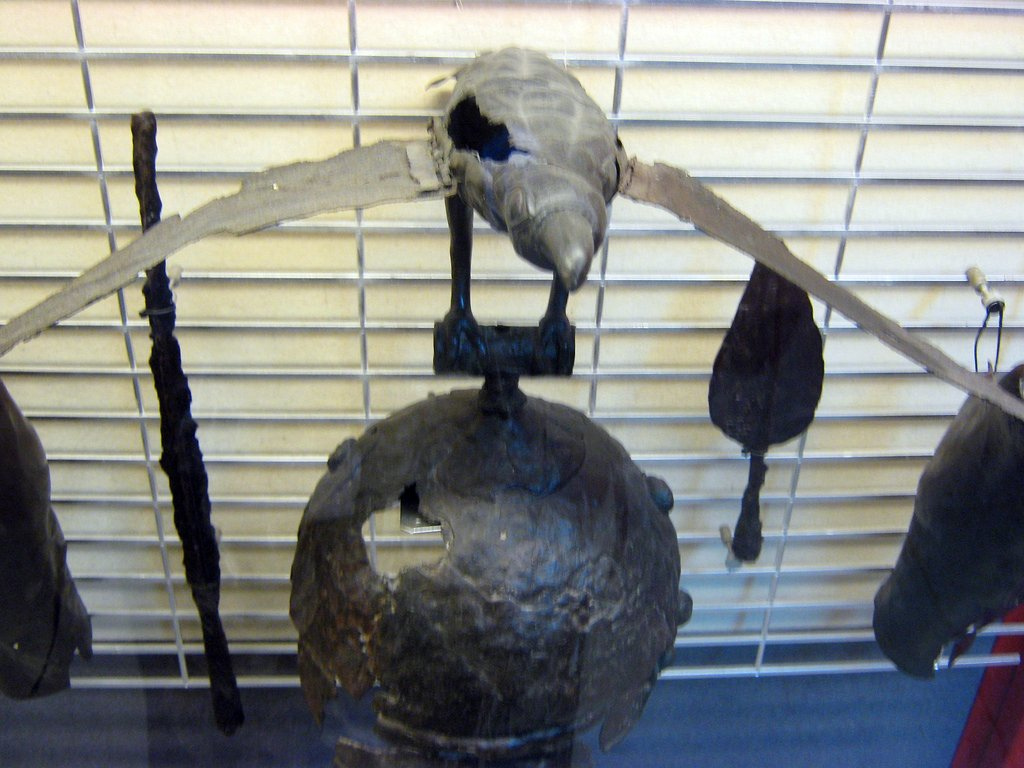
Replika celtyckiego hełmu z IV w. p.n.e. z okolic Satu Mare.